# Ann Bannon
Ann Weldy (ur. 15 września 1932 w Joliet) – amerykańska pisarka, lepiej znana swoim pseudonimem literackim Ann Banon. W latach 1957–1962 napisała sześć lesbijskich powieści typu pulp fiction znanych jako The Beebo Brinker Chronicles. Z powodu popularności książek oraz ich wpływu na lesbijską tożsamość zyskała miano Królowej Lesbijskiego Pulp Fiction.

## Wczesne lata
Ann Bannon, urodzona jako Ann Weldy, była jedynym dzieckiem z pierwszego małżeństwa matki. Miała przyrodniego brata z drugiego małżeństwa matki. Z trzeciego małżeństwa matki Bannon miała kolejnych 4 braci przyrodnich.
Wychowała się w Hinsdale. Mieszkała z matką i ojczymem, zajmowała się opieką nad rodzeństwem. Ukojenie znalazła w pisaniu. Dorastając, była otoczona przez muzykę, co później wpłynęło na stworzenie jednej z jej postaci – kawalera Jacka.
W 1954 roku poślubiła o trzynaście lat starszego inżyniera.

## Twórczość
Bannon jako młoda gospodyni domowa, poznająca swoją seksualność, zdecydowała się napisać pierwszą książkę. Miała wówczas 22 lata. Jej cztery powieści przedstawiały 4 postaci, które na przemian pojawiały się w serii. Jedną z nich była Beebo Brinker, która została archetypem lesbijki butch. Większość postaci, które tworzyła, była odzwierciedleniem osób, które Bannon znała w rzeczywistości. Mimo tradycyjnego wychowania i roli jako żony, w twórczości pisarskiej Bannon sprzeciwiała się konwencji powieści miłośnych i ukazywaniu lesbijek przez opis homoseksualnych związków.
Wpływ na jej początkową twórczość miały jedyne lesbijskie powieści, jakie wcześniej przeczytała: Źródło samotności Radclyffe Hall i Spring Fire Vin Packer.

### Odd Girl
Pierwsza książka Bannon została opublikowana w 1957 roku. Niedługo później została ogłoszona przez wydawnictwo Gold Book drugą najlepiej sprzedającą się książką. Fabuła powieści opiera się na relacji dwóch członkiń uniwersyteckiego bractwa. Główna bohaterka to Laura Landon, która uświadamia sobie, że kocha się w starszej i bardziej doświadczonej współlokatorce Beth.
W powieściach z lat 50. opisy lesbijek były rzadkie. Mimo tego wydawca ustalił wiele zasad dotyczących takich postaci. Przede wszystkim bohaterka nigdy nie powinna czuć przyjemności z relacji. Oprócz tego jedna lub obydwie kochanki zwykle popełniały samobójstwa lub zapadały na choroby psychiczne. Powieść Ann wyróżniała się na tle innych, ponieważ mimo trudności, których główna bohaterka doświadczała w związku z tożsamością i uczuciami, w finale książki jest dumna z tego, kim jest.

### I am a Woman
Jest to druga część serii The Beebo Brinker Chronicles wydana w 1959 roku. Powieść śledzi dalsze losy Laury, która po wydarzeniach z pierwszej książki mieszka w Greenwich Village. Poznaje tam Jacka, geja, który niedługo później zostaje jej najlepszym przyjacielem, oraz Beebo Brinker, mądrą, piękną i odważną lesbijkę. Laura musi wybrać pomiędzy heteroseksualną Beth z pierwszej książki, a Beebo Brinker.
W tej powieści Bannon po raz pierwszy przedstawia Beebo Brinker, która jest lesbijką butch. Brinker stała się najpopularniejszą bohaterką serii.

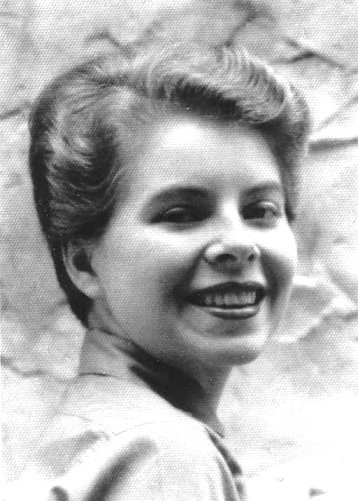
Ann Bannon w 1955 roku

### Women in the Shadows
Mimo że mąż Ann świadomy był jej twórczości, nie był w żadnym stopniu nią zainteresowany. Interesowały go pieniądze, a żonie postawił warunek, że nie może wydawać książek pod prawdziwym nazwiskiem. Przez trudności w małżeństwie Bannon wszystkie problemy przekładała na Beebo, bohaterkę, która w przeciwieństwie do autorki była w stanie je znieść.

Książka została wydana w 1959 roku, lecz nie zyskała popularności. Powieść zgłębiała tematy takie jak międzyrasowe związki, nienawiść do siebie z powodu rasy, seksualności, alkoholizm, przemoc czy próba uchodzenia za osobę heteroseksualną. 

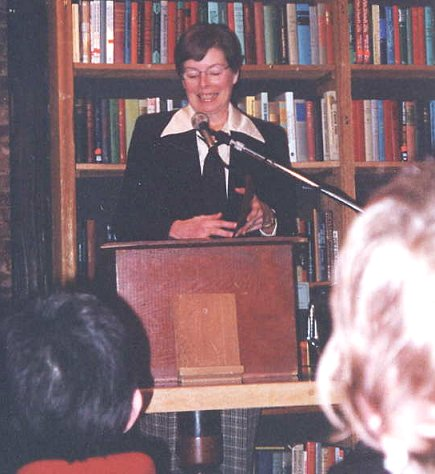
Ann Bannon w 2002 roku

### Journey to a woman
To czwarta książka serii opublikowana w 1960 roku. Powieść ponownie odzwierciedla doświadczenia życiowe Bannon. Beth, którą czytelnicy poznali w pierwszej części serii, mieszka z mężem w południowej Kalifornii. Dziewięć lat po zakończeniu nauki w college’u próbuje odnaleźć Laurę Landon. Robi wszystko, by osiągnąć ten cel, m.in. kontaktuje się z lesbijską pisarką z Nowego Jorku.

### Beebo Brinker
Opublikowana w 1962 roku ostatnia powieść serii jest prequelem pierwszej powieści Odd Girl. Opisuje historię Beebo w Greenwich Village 10 lat przed poznaniem Laury.
Beebo przybywa do Nowego Jorku z rodzinnego miasteczka i rozpoczyna romans ze sławną gwiazdą filmową. Brinker podąża za nią aż do Kalifornii, lecz wraca potem do Nowego Jorku, wiedząc, czego oczekuje od życia.

## Rodzina
Bannon mieszka w Sacramento. Ma dwójkę dzieci z byłym mężem. Byli razem 27 lat. W 2021 roku podczas wywiadu ujawniła, że jej starsza córka, która nawróciła się na katolicyzm, stała się bardzo konserwatywna i nie pochwala czynów swojej matki, a młodsza córka jest otwarta i kochająca.

## Dziedzictwo
Książki Ann Bannon ukształtowały tożsamość lesbijek i osób heteroseksualnych, lecz Bannon nie była tego świadoma. Skończyła karierę pisarską w 1962 roku. Później otrzymała tytuł doktora lingwistyki i została wykładowczynią akademicką. Była zaskoczona tym, jaki wpływ na społeczeństwo wywarła jej twórczość. The Beebo Brinker Chronicles zostały wydane ponownie w 2001 oraz 2003 roku i zaadaptowane jako off brodwayowska produkcja. Dzieło jest analizowane w ramach gender studies, a sama Bannon otrzymała liczne nagrody za przetarcie szlaków lesbijskiej i gejowskiej literaturze. Twórczość Bannon została opisana jako pierwsza fikcyjna reprezentacja lesbijskiego życia w latach 50. i 60. w Stanach Zjednoczonych.

## Galeria

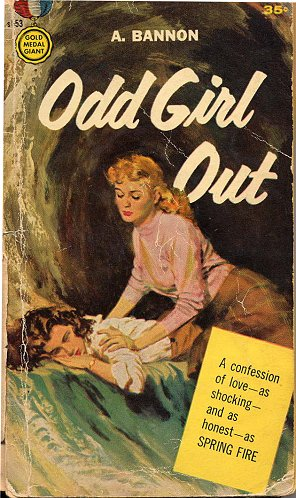
Odd Girl Out, 1957
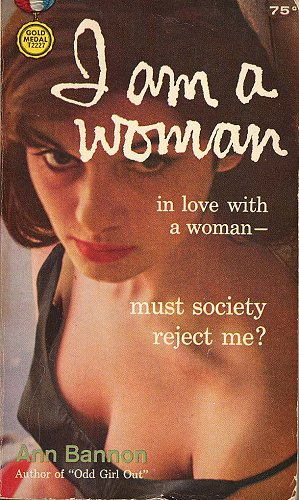
I Am A Woman, 1959
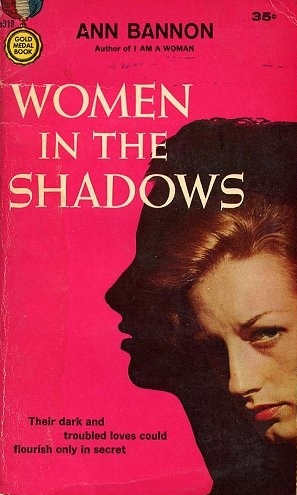
Women In The Shadows, 1959
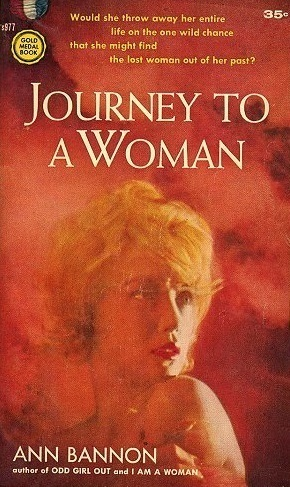
Journey To A Woman, 1960
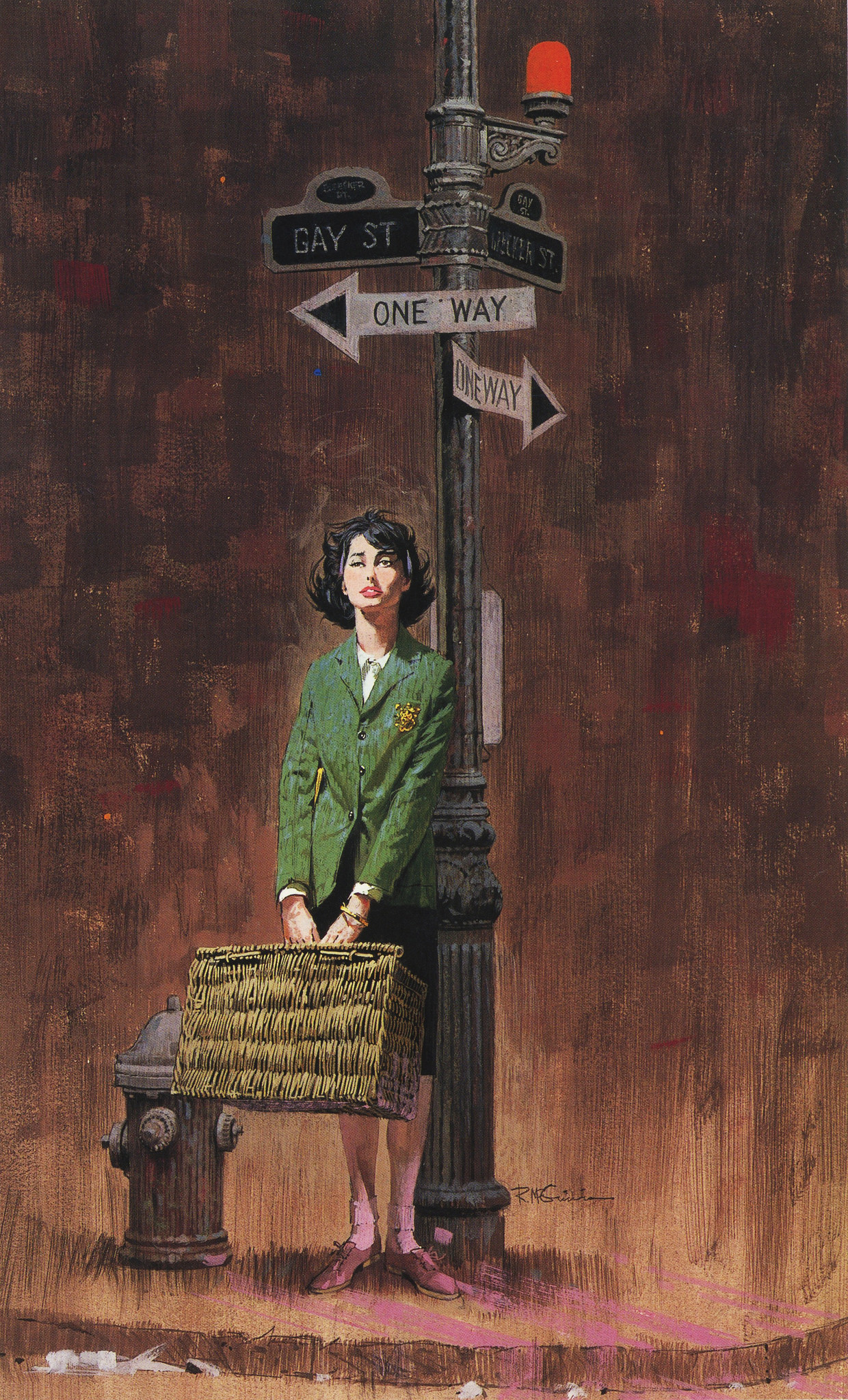
Beebo Brinker, 1962